# Október 67
Az Október 67 – Két nehéz nap éjszakája a Republic első koncertalbuma. A felvétel 1995. október 6-án és 7-én készült Kaposvárott.
A cím utal a dátumra, a helyre (Kaposvár a 67-es főút végén található) és az együttes egyik nagy slágerére (A 67-es út), az alcím pedig több Republic-tag által is példaképnek tekintett Beatlesre (Bódi Lászlót az Egy nehéz nap éjszakája inspirálta arra, hogy zenész legyen).
A közreműködők között volt Rajcs Renáta, akivel közösen A Cipő és a Lány – Amsterdam album készült, valamint Szabó András, aki révén több korábbi népies dal (Erdő közepében, Fényes utakon, Fáj a szívem érted) új, hegedűszólós hangszereléssel hangzott el.
A koncertről azonos címmel videófelvétel is megjelent.

## Dalok
Valamennyi dal Cipő szerzeménye, kivéve, ahol a szerzőséget feltüntettük.
1. Bevonulás
2. Neked könnyű lehet
3. Húzd barom, húzd (Tóth Zoltán–Bódi László)
4. Játssz egy kicsit a tűzzel (Patai Tamás–Bódi László)
5. Erdő közepében
6. Fényes utakon (Tóth Zoltán–Bódi László)
7. Szállj el kismadár
8. Furcsa magasban
9. A kés hegyén táncol az élet
10. Szeretni valakit valamiért
11. Valahogy másképp történt meg
12. Fáj a szívem érted
13. Ez a ház csupa szeretet
14. Ha itt lennél velem
15. A 67-es út
16. Varázsolj a szívemmel
17. Lassú vonat érkezik
18. Búcsúzás

## Közreműködtek
- Tóth Zoltán – Gibson T1 gitár, akusztikus gitár, zongora, vokál
- Patai Tamás – Fender Stratocaster, Gibson Les Paul Custom gitárok, vokál
- Nagy László Attila – Sonor dobok, trambulin, ütőhangszerek
- Boros Csaba – Rickenbacker 4001 basszusgitár, vokál
- Cipő „Cipő” – ének
- Szabó András – hegedű
- Rajcs Renáta – ének (13., duett)
- Birkás Attila, Szilágyi „Bigyó” László – vokál

## Toplistás szereplése
Az album a Mahasz Top 40-es eladási listán 27 héten át szerepelt, legjobb helyezése 4. volt.